# 越次倶子
越次 倶子（えつぐ ともこ）は、日本の国文学者。東京都出身。

## 人物
情報将校越次一雄（陸軍中佐。1942年のガダルカナル奪回作戦で戦死）を父として東京に生まれる。学習院大学大学院修士課程修了。長谷川泉に師事し、『三島由紀夫研究』（右文書院）、『三島由紀夫事典』（明治書院）などの作成に参加。
学燈社『国文学』、至文堂『国文学 解釈と鑑賞』に論文を多数発表。さらに、一般誌で文学や美術に関する随想やインタビュー記事を執筆。
研究対象とする作家は主に三島由紀夫。その他、太宰治や川端康成、井上靖などを研究。三島由紀夫研究会、太宰文学研究会、無頼文学研究会、芸術至上主義文芸学会などに所属。
著書に『三島由紀夫 文学の軌跡』（広論社、1983年）などがある。
山本舜勝は、父が陸軍士官学校で教官を務めていた頃の教え子にあたる。